# Wallingford (Oxfordshire)
Wallingford város Oxfordshire grófságban, Angliában, az Egyesült Királyságban. Lakosainak száma 8351 fő (2021). Wallingford Crowmarsh, Brightwell-cum-Sotwell és Cholsey településekkel határos.

## Népesség
A település népességének változása:

| 2021 | 8 351 |